# RD 潜脳調査室
『RD 潜脳調査室』（アールディー せんのうちょうさしつ）は、プロダクションI.G・士郎正宗共同原作のテレビアニメ作品。なお、「RD」は「Real Drive」の略とされる。

## 概要
2061年、発達したネット社会において誕生したセキュリティ「メタリアル・ネットワーク」（Meta-Real Network、通称「メタル」）により発生する事件を調査する「電脳ダイバー」波留真理と仲間たちが様々な事件に挑む。
プロダクションI.Gと士郎正宗による『攻殻機動隊 STAND ALONE COMPLEX』シリーズと共通の設定が登場するが、少なくとも物語上の続編ではなく、『攻殻』の世界観の先にある未来の世界を見せる作品を目指す、言わば「姉妹編」的作品となっている。
本編の後に次回予告は行われず、Cパートとして次回のキーとなる一場面、および解説コーナーである「あなたにリアルドライブ!」が放送される。
漫画家、上山徹郎の手による精緻なキャラクターは作品のリアリティに深みを与えている。特に女性キャラクターのほとんどが、上山特有のいわゆる「ぽっちゃり体型」で描かれており、身体をひねった際のシワやたるみなど、細部にもこだわりの描写が見て取れる。監督の古橋一浩も、上山のキャラクター造形に格別の思い入れを持っていることをムック『MAKING BOX』（インプレス）のインタビューで明かしている。

## あらすじ
2012年、フリーダイバーの波留真理は、建設中の人工島沖合で観測実験の最中、「海が燃える」現象に遭遇し、49年間も昏睡状態に陥った。2061年、長い眠りから覚醒した波留は81歳の老人となり、車椅子生活を送らざるを得なくなった。そんな中、波留は旧友・久島永一郎によって、メタリアル・ネットワーク（通称：メタル）の情報を調査する、電理研外部委託調査員に任命される。メタルは、安全で人々の欲望を満たす一方、現実世界（リアル）の世界に歪みが生じたからだ。こうして、波留は蒼井ミナモとバディ（英語で『相棒』の意）を組み、メタルとリアルの間で起きる事件や謎を追うことになる。

## 登場人物
波留 真理（はる まさみち）
声 - 森功至
本作の主人公で、元フリーダイバーの老人。1980年4月1日生まれ。一人称は「僕」。作中で数多く発生するブレインダウンの最初の1人である。
東京都で生まれ育ったが、後に親の都合で唐津に移り住む。唐津で海に親しみ、ダイバーのライセンスを習得。その後海中に沈み魚の住処となった街の撮影を行っている。2012年に行われた観測実験中に「海が燃える」現象に巻き込まれ、その影響で49年もの間意識を失い昏睡状態にあった。覚醒した時には81歳になっていた。
電脳化しているがリアルでは老人であるため、車椅子での生活を余儀なくされ、ミナモやホロンの介助が必要だった。ところが、意識を取り戻してから約半年後には杖をつきながらだが歩けるようになり、後に走れるようにもなる。
「海が燃える」現象でアイランド全域が停電になった折、ミナモと共に事件を解決したために電理研の特殊調査員として働くこととなる。メタルへのダイブの際には時々32歳の姿となる。ブレインダウンした人々を救出すべく、そして愛する海と共に在りたいという切なる願いのためにダイブに挑む。最初の仕事で窮地に陥るがミナモの声で無事にリアルに帰還するなどミナモは帰る場所を示す存在である。ただ海に焦がれる想いを抱くだけの時を経て、ミナモとの出会いと「メタル」という新しい海を見出した。
名前の「真理」という字面のせいで女性に間違われることが多い。ミナモ達も波留本人に会うまでは女性だと思い込んでいた。その影響からサヤカとユキノは今でも波留を「ハルマリさん」と呼んでいる。
蒼井 ミナモ（あおい ミナモ）
声 - 沖佳苗
本作のヒロインで15歳の中学生。2045年6月10日生まれ。身長162.2cm、体重53.2kg（第20話時点）。
「海が燃える」現象でアイランド全域が停電になった際に、波留のサポートをしたことから波留のバディとなる。
バディとして波留の役に立ちたいと強く思っており、その勤めをしっかりと全うしている。明るく寛大だが、鋭い直感を持つ。好奇心が強く、一旦興味を持ったことには最後まで首を突っ込みたがる傾向がある。不安定な足場をローラーブレードで走り抜けたり、格闘のプログラミングをされたアンドロイドの動きについていくなど、身体能力は高い。ただし、祖母の洋子（声 - 翠準子）の家があるオーストラリア内陸部で育ったため水泳は苦手。ピーマンが大嫌いで、話し方はやや幼く、少し天然な所がある。義体化及び電脳化はしていない。サヤカからは「にゃも」と呼ばれている。
蒼井 ソウタ（あおい ソウタ）
声 - 高橋広樹
ミナモの兄。2039年2月14日生まれ。名前の漢字表記は「颯太」。
電理研のインターンであり、波留の事務所の生活面の管理や経理を担当している。無駄が嫌いな性格で家事全般を得意とする。両親が仕事で不在のことが多いため、実質的にミナモの保護者に近い立場にある。
電脳化はしているが義体化はしていない。体術の心得があり、プライベートでは生身の肉体で義体に対抗するスキルを研究している。ホロンを相手に不覚を取って以来、彼女に対して自分でも消化できない感情を持っていたが、のちに「勝てない相手」と認めた。
ホロン
声 - 川澄綾子
波留の介助、護衛および秘書を勤める成人女性型アンドロイド。2060年1月25日製。ボディは人工島内にあるハードメーカー、ナカタケミカル製。外観は、特に男性に快適さを与える要素を加味し、人工島の初代プリンセスであったエリカ＝パトリシア＝タカナミを基に造形（黒髪・東洋人系で色白の肌・黒瞳）されている。事務所では事務を担当。
電理研で使用している成人女性型アンドロイドの一つで、同型のものは多数存在するが、ホロンの場合はサポート用にカスタマイズされた別注品である。高い格闘能力を有し、ある程度の心得のあるソウタを負かしたり、趣味（本人は否定）でメタル内での格闘大会に参加するなどしている。
場の空気を読まずにデータや分析結果を延々と述べ、ソウタをも辟易させたり、「あたしもホロンさんみたいに美人でスタイル良くなるかな」と言ったミナモに「最終的に理想のプロポーションでなかった場合、義体化するという方法もあります」と述べるなど、ロボットらしい一面も持っている。とはいえ人間的な感情を表現する顔の表情もプログラムされており、ミナモ曰く完璧な笑顔だけでなく、極めて強い嫌悪感を表現する表情（通常は使用することはない）さえも任意に表現可能である。また、体が傷つくと白い液体（人工血液）が損傷個所から流れ出る 。
久島 永一朗（くしま えいいちろう）
声 - 藤原啓治
電理研の統括部長。1978年10月7日生まれ。
波留の旧友であり、彼に対し様々なサポートを計らっている。メタリアル・ネットワークの開発者でもある。脳以外全身義体化しているため、外見は49年前とほとんど変わらないが、実年齢は波留の1歳上の82歳である。ミナモの祖母・洋子とも昔から親交がある。また、書記長の次期候補に名を連ねている。
神子元 サヤカ（みこもと サヤカ）
声 - 渡辺明乃
ミナモのクラスメイト。ボーイッシュな外見でスポーツ万能。ミナモのことをにゃもと呼ぶ（由来は不明）。怪談が嫌い。恋愛も好きで、リアルで会ったことがない恋人（メタ彼）がいる。この島に住む多くの学生・生徒らと同様に、電脳化している。
伊東 ユキノ（いとう ユキノ）
声 - 野中藍
ミナモのクラスメイト。ぽっちゃりした体型で甘いものに目が無いが、そのことを少し気にしている。彼女も電脳化している。メタルで読書をしたりメールをやり取りしたりすることが好き。
エリカ＝パトリシア＝タカナミ
声 - 鶴ひろみ
人工島の運営機関である評議会の書記長を務める女性。人工島の初代プリンセスで、電理研で使用している成人女性型アンドロイド（ホロンら）のモデルとなった人物でもある。ソウタを愛人にしており、彼を一人前の男に育てることを愉しんでいる。
ジェニー＝円（ジェニー えん）
声 - 内田直哉　
評議会内の諮問委員会の委員長。使用している義体は軍用で手にスタンガンが仕込んである。
蒼井 衛（あおい まもる）
声 - 松山鷹志
ミナモとソウタの父。電理研管理部技術課長として、メタルの管理・運用をしていた。部下から慕われていたが、メタルへの介入に対する措置として行ったシステムダウンの責任をとらされる形で、一研究員に降格される（ただし、部下からはその後も「課長」と呼ばれている）。立場上多忙で家に帰ることが少なく、ミナモと顔を合わせることも少なかった。
蒼井 ミズホ（あおい ミズホ）
声 - 水谷優子
ミナモとソウタの母。島外で仕事をしており、夫や子供達とは共に生活していない。ストーリー終盤では電理研に招聘され、夫と共に波留のサポートに就く。
フジワラ アユム
声 - 矢尾一樹
フジワラ ユージン
声 - 浜田賢二
海洋公園の波留の事務所の真上で「ドリームブラザーズ」というダイビングショップを経営する兄弟（アユムが兄で、ユージンが弟）。アユムがオーナーであり、インストラクターである。ユージンは唯一の店員で会計係。趣味は読書。2人ともが電理研と契約を結ぶ専属ダイバーでもある。
アイランドが「海が燃える」現象で停電に襲われた際のダイブで波留に邂逅する。第3話でメタルでブレインダウンに陥り意識を失ったアユムを波留が救った後にミナモが情報収集に訪ねたりするなど、次第に親しくなる。
アイアン・シュバルツ
第5話で登場。

## 用語
メタリアル・ネットワーク
今から40年前に久島が開発した電脳空間。人間の記憶や意識を情報化することで様々なことを行うことが出来、リアルとオーバーラップするもう一つの現実でもある。
市民の間には「メタル」という欲望を発散するだけの娯楽として定着しているが、メタルの急速な普及や技術の発展が風俗メタルなどの欲望の具現化によるものといっても過言ではない（ビデオデッキとアダルトビデオ、ウェブとアダルトサイトとの関係）。
メタリアル・ネットワーク内の電脳はサイパンの海をモデルとしている。
メタルアバター
電脳世界の自分の分身。自分の思考を電脳世界で具体化・具現化した姿と言え、例えば男性が外見だけでなく「感覚」さえも女性のものとなり、現実世界では得られない風俗的・性的な快楽の追求を可能とする娯楽のためのアバタープログラムもある。
さらにはそれに禁制とされている臨死体験プログラムの機能を付加してより深い刺激を得ようとする者さえ存在するが、こうした過度な使用はブレインダウンの原因となるといった危険性も孕む。
人工島
大部分がメガフロートの海上ハブ都市。2061年の人口は5万人。2012年にアジア連合の出資により建設が開始された。島内の各種公共サービスは自動化が進んでおり、警察も通報を受けて円筒状のロボットが現場に赴いている（正式名称はパブリックワーカー・ガーディアンタイプ）。四季はなく年中夏。北マリアナ諸島のマニャガハ島をモデルとしている。
電子産業理化学研究所
通称「電理研」。メタルを構築し運営・管理を行い、メタルで起こる事件の調査を行うこともある。
「海が燃える」現象
波留真理が2012年に遭遇した現象。その名が指すとおり、海水が赤ワインのように真っ赤に染まる。この現象が確認された結果、建設途中であった人工島は全壊し、人工島の完成を30年遅らせることとなった。
通信分子
人工島におけるメタリアルの環境インフラ整備のために使用されるナノマシン。その名の通り分子レベルの微小なもので、触れるだけで通信が出来るのも通信分子の存在があればこそなせる業といえる。
接続バイザー
擬似的にメタリアルネットワーク内の情報を、視覚や聴覚を通して利用できる装置。劇中でミナモが授業中に装着しているタイプは宇宙飛行士などが装着しているヘルメットに似た外観で、利用者の感情が絵文字として表示される。
義体化
肉体を機械的に補完する技術の総称。いわゆるサイボーグ化を意味し、義手・義足の延長線上にあるものとしてこのように呼ばれる。『攻殻機動隊』シリーズと共通の設定だが、本作の時代では機械的な素材を中心とした義体化と、有機的な素材を中心とした義体化の二通りがある。後者の方がより高度かつ高価な技術である。
電脳化
脳を一部義体化する事により、コンピューターのような高い検索・記憶能力を持たせ、さらに通信機能も搭載させた、ユビキタス機能の事。電脳化の進度が大きい場合、波留のように、通信も可能（電話を受けたりできる）。作中の人間においても、電脳化の進度はさまざまで、ミナモのようにまったく電脳化をしていない場合は、授業中に補助の為のヘルメット（俗称「おかま」）を付けて授業を受けていたりする。
アンダーデコイ
メタリアルにダイブする際、身に着ける安全装置。「デコイ」とは通常「囮」の意。
ダイバー
メタルにダイブすることを生業とする人のこと。メタルを「海」に見立て、メタルで情報・事象を検索・操作することを、そこに飛び込み泳ぐ人に例えている（上記アンダーデコイはダイブ中はウェットスーツのように表現される）。メタルに落ちた意識を引き上げることをサルベージと呼ぶなど、ダイビングや海洋に関する用語を用いるケースが多い。
ブレインダウン
メタル利用中に、電脳から意識が消失し昏睡状態に陥る原因不明の症状。単に意識が喪失するブラックアウトとは異なり、メタルより意識をサルベージする以外対処法はない。波留はブレインダウンの第一認定者である。
託体
物理的には完全無防備となるダイブ中の安全保障のためにメタル利用者の身体を預かること。託体を専門に行う業者は「託体屋」と呼ばれ、メタルへの長期ダイブや施設オリジナルのメタルへのダイブのために利用される。現代でいうインターネットカフェのように簡易的な託体機能しか持たない施設も存在する。これも『攻殻機動隊』シリーズと共通の設定。
評議会
人工島の運営を担当している機関。人工島内での権限は広く、警察の捜査にも介入できる。人工島を建設したアジア連合から出資を受けている。
書記長
人工島の最高責任者。現在の書記長は5代目にあたる。任期は4年で選挙によって選ばれる。
エイシア
人工島で流通している通貨。通貨記号は「A」に横棒を一本追加し二重線としたもの。『攻殻機動隊 STAND ALONE COMPLEX』シリーズ中でも同名の通貨が登場する 。人工島では専ら電子マネーが使用されている。
LMC
特殊調査員
アンティーク・ガル

## スタッフ
- 原作 - プロダクション・アイジー[4] / 士郎正宗[4]
- 原作協力 - クロスロード
- 監督 - 古橋一浩[4]
- シリーズ構成 - 藤咲淳一[4]
- キャラクターデザイン - 上山徹郎[4]
- フューチャービジュアリスト - 竹内敦志
- プロップデザイン - 尾崎智美
- フューチャースーパーバイザー - アニリール・セルカン
- 美術監督 - 一色美緒
- 色彩設計 - 広瀬いづみ
- 撮影監督 - 田中宏侍
- 3D監督 - 遠藤誠
- 編集 - 今井大介
- 音響監督 - 山田知明[4]
- 音楽 - 平野義久、タニウチヒデキ
- プロデューサー - 中谷敏夫、笠原陽介、植田泰生、和田丈嗣
- アニメーションプロデューサー - 中武哲也
- コンテンツ - 堅田真人、菊地大輔
- 制作 - Production I.G[4]
- 製作・著作 - 『RD 潜脳調査室』製作委員会（日本テレビ、D.N.ドリームパートナーズ、バップ、Production I.G）

## 主題歌・挿入歌

### オープニングテーマ
「Wanderland」
作詞 - 菅原卓郎 / 作曲 - 滝善充 / 歌 - 9mm Parabellum Bullet（EMIミュージック・ジャパン）

### エンディングテーマ
「片膝の汚れ」
作詞・作曲 - 松村孝彦 / 歌 - LAST ALLIANCE（バップ）

### 挿入歌
「時間よ止まれ」
歌 - 矢沢永吉
- 第13話「もうひとつの海」にボーカル版を起用。

他に矢沢永吉作曲「回転扉」「YES MY LOVE」「TAKE IT TIME」をインストゥルメンタル化して起用。ただしDVD版では未収録。

## 各話リスト
英語のサブタイトルは全てアルファベットの「i」もしくは「I」から始まっている。
| 話数 | サブタイトル     | 英題         | 脚本           | 絵コンテ     | 演出         | 作画監督            | 放送日        |
| ---- | ---------------- | ------------ | -------------- | ------------ | ------------ | ------------------- | ------------- |
| 1    | ウラシマドライブ | island       | 藤咲淳一       | 古橋一浩     | 古橋一浩     | 金子拓              | 2008年4月8日  |
| 2    | 少女             | impact       | 藤咲淳一       | 古橋一浩     | 佐々木奈々子 | 浅野恭司            | 2008年4月15日 |
| 3    | リダイブ         | identity     | 藤咲淳一       | 河野利幸     | 河野利幸     | 近藤圭一            | 2008年4月22日 |
| 4    | 欲望の環礁       | inside       | 藤咲淳一       | 初見浩一     | 初見浩一     | 高橋英樹            | 2008年4月29日 |
| 5    | スーマラン       | item         | むとうやすゆき | 矢萩利幸     | 矢萩利幸     | 大久保徹            | 2008年5月6日  |
| 6    | ラブ・レター     | if...        | むとうやすゆき | 山本秀世     | 山本秀世     | 井川麗奈            | 2008年5月13日 |
| 7    | 手と手で         | i am a dog   | 後藤みどり     | 吉原正行     | 藏本穂高     | 田畑昭              | 2008年5月20日 |
| 8    | ノー・フレンド   | ideal        | 櫻井圭記       | 佐々木奈々子 | 佐々木奈々子 | 金子拓              | 2008年5月27日 |
| 9    | 職               | I/O          | 藤咲淳一       | 長沼範裕     | 長沼範裕     | 浅野恭司            | 2008年6月3日  |
| 10   | 至高の話手       | intelligence | 櫻井圭記       | 吉原正行     | 吉原正行     | 川面恒介            | 2008年6月10日 |
| 11   | 純正律           | intent       | 川島正弘       | 初見浩一     | 初見浩一     | 小村方宏治          | 2008年6月17日 |
| 12   | 光のない朝       | image        | むとうやすゆき | 萩原弘光     | 萩原弘光     | 佐々木啓悟          | 2008年6月24日 |
| 13   | もうひとつの海   | intermission | むとうやすゆき | 山本秀世     | 山本秀世     | 井川麗奈            | 2008年7月1日  |
| 14   | 波と風           | information  | 藤咲淳一       | 古橋一浩     | ソー・ヘジン | 高橋英樹            | 2008年7月8日  |
| 15   | 食               | imotare      | 後藤みどり     | 安藤真裕     | 許琮         | 鈴木美咲            | 2008年7月15日 |
| 16   | 透明な力         | ism          | 川島正弘       | 矢萩利幸     | 矢萩利幸     | 大久保徹            | 2008年7月22日 |
| 17   | ホーム@ホーム    | inherit      | 櫻井圭記       | 初見浩一     | 初見浩一     | 小村方宏治          | 2008年7月29日 |
| 18   | ジュタの森       | ion          | 後藤みどり     | 加藤敏幸     | 花井宏和     | 谷津美弥子 松岡謙治 | 2008年8月5日  |
| 19   | 巡る雫           | ichor        | 後藤みどり     | 佐々木奈々子 | 佐々木奈々子 | 金子拓              | 2008年8月12日 |
| 20   | その足で         | identity     | むとうやすゆき | 山本秀世     | 長沼範裕     | 浅野恭司            | 2008年8月19日 |
| 21   | 永遠             | infinity     | 藤咲淳一       | 西村博之     | 許琮         | 高橋英樹            | 2008年8月26日 |
| 22   | 静かなる海       | immortal     | 藤咲淳一       | 山本秀世     | 山本秀世     | 井川麗奈            | 2008年9月2日  |
| 23   | 人間律           | individual   | 藤咲淳一       | 初見浩一     | 初見浩一     | 小村方宏治 佐藤仁実 | 2008年9月9日  |
| 24   | 地球律           | inference    | 櫻井圭記       | 橋本アキラ   | 下司泰弘     | 肥塚正史            | 2008年9月16日 |
| 25   | ラストダイブ     | i^2 = -1     | 藤咲淳一       | 岡村天斎     | 佐々木奈々子 | 佐々木啓悟 矢向宏志 | 2008年9月23日 |
| 26   | リアルドライブ   | i            | 藤咲淳一       | 古橋一浩     | 古橋一浩     | 金子拓              | 2008年9月30日 |

- 第5話のサブタイトル「スーマラン」(sous-marin)は、劇中ではめがねのメーカー名だが、フランス語で潜水艦のこと。
- 第7話・第15話、レイアウト総作画監督：高橋英樹
- 第18話、レイアウト監修：荒川眞嗣

## 放送局
| 放送地域   | 放送局       | 放送期間                      | 放送日時                              | 備考                      |
| ---------- | ------------ | ----------------------------- | ------------------------------------- | ------------------------- |
| 関東広域圏 | 日本テレビ   | 2008年4月8日 - 9月30日        | 火曜 24時59分 - 25時29分              | 製作委員会参加            |
| 日本全域   | GYAO!        | 2008年4月9日 - 10月1日        | 水曜 正午 更新                        | ネット配信                |
| 北海道     | 札幌テレビ   | 2008年4月15日 - 10月7日       | 火曜 25時28分 - 25時58分              |                           |
| 中京広域圏 | 中京テレビ   | 2008年4月23日 - 10月22日      | 水曜 26時09分 - 26時39分              |                           |
| 日本全域   | アニマックス | 2008年5月9日 - 10月31日       | 金曜 22時00分 - 22時30分 リピートあり | CSチャンネル ｢LEVEL 22｣枠 |
| 福岡県     | 福岡放送     | 2008年5月19日 - 11月10日      | 月曜 25時29分 - 25時59分              |                           |
| 近畿広域圏 | 読売テレビ   | 2008年5月19日 - 11月24日      | 月曜 26時09分 - 26時39分              | MONDAY PARK枠             |
| 長野県     | テレビ信州   | 2008年7月19日 - 2009年1月24日 | 土曜 25時55分 - 26時25分              |                           |

## あなたにリアルドライブ!
ミナモ役の沖佳苗がMCを務める本作の解説コーナー。内容についての解説よりは、携帯サイトの告知や関連商品の紹介が多い。ただし、放送が遅れている放送局へのフォローは無い。そのため、2008年10月以降に読売テレビで放送される分についてはこのコーナーが一部放送されていない。なお、DVDには収録されない模様。アニマックスでの再放送では流されている。

## 関連作品
本編コミカライズ
宮野桃太郎の作画で、月刊マガジンZ2008年6月号より連載開始。
小説『RD 潜脳調査室 Redeemable Dream』
の題でハードカバーとして2008年8月4日に講談社より発売。著者は秋田禎信。
直感少女☆ミナモ 〜RD 潜脳調査室〜
モバイルサイト「comic.jp」で配信中のスピンオフ作品。1話は無料で配信している。作画は吉川博尉、発行はマッグガーデン。
ミライノチカラ
藤咲淳一著、イラスト竹内敦志で週刊アスキー2008年4月29日号より小説連載されているアナザーストーリー。公式サイトやモバイルサイトでも読むことが出来る。